# Ausonia (Lazio)
Ausonia település Olaszországban, Lazio régióban, Frosinone megyében. Lakosainak száma 2409 fő (2023. január 1.). Ausonia Castelnuovo Parano, Coreno Ausonio, Spigno Saturnia és Esperia községekkel határos.

## Népesség
A település népessége az elmúlt években az alábbi módon változott:
| Lakosok száma | 2593 | 2591 | 2409 |
|               | 2017 | 2018 | 2023 |